# Instruction (catholicisme)
Une instruction en droit canon est un texte qui a pour vocation d'expliquer une loi du droit canon, ou d'en expliquer les modalités de fonctionnement.
Un Motu proprio, acte législatif dans le droit canon, est souvent accompagné par une instruction qui permet de la mettre en œuvre.
Durant l'Inquisition espagnole et avant les Instructions de 1498 édictées par les inquisiteurs Martín Ponce et Alfonso de Fuentelsaz de la direction collégiale du Saint-Office, les fonctionnaires inquisitoriaux se réclament de la personne même de Ferdinand le Catholique qui exerce un contrôle permanent sur l’institution. 